# Atletica leggera ai Giochi della XXIII Olimpiade - Marcia 50 km

Video della gara

La prova di marcia 50 km ha fatto parte del programma maschile di atletica leggera ai Giochi della XXIII Olimpiade. La competizione si è svolta l'11 agosto 1984 nella città di Los Angeles, con arrivo nello Stadio olimpico.

## Presenze ed assenze dei campioni in carica
| Competizione         | Atleta         | Prestazione | Los Angeles 1984 |
| -------------------- | -------------- | ----------- | ---------------- |
| Olimpiadi 1980       | Hartwig Gauder | 3h49'24"    | DDR assente      |
| Europei 1982         | Reima Salonen  | 3h55'29"    | Presente         |
| Asiatici 1982        | Wang Chuntang  | 4h09'36"    | Non selez.       |
| Panamericani 1983    | Raúl Rodríguez | 4h00'45"    | Presente         |
| Coppa del mondo 1983 | Raúl Rodríguez | 3h45'37"    | Presente         |
| Mondiali 1983        | Ronald Weigel  | 3h43'08"    | DDR assente      |

1. ↑  Per il boicottaggio del Blocco dell'Est.
2. ↑  Per il boicottaggio del Blocco dell'Est.

## Ordine d'arrivo
| Pos.    | Atleta              | Nazione       | Tempo       |
| ------- | ------------------- | ------------- | ----------- |
| Oro     | Raúl González       | Messico       | 3 h 47' 26" |
| Argento | Bo Gustafsson       | Svezia        | 3 h 53' 19" |
| Bronzo  | Sandro Bellucci     | Italia        | 3 h 53' 45" |
| 4       | Reima Salonen       | Finlandia     | 3 h 58' 30" |
| 5       | Raffaello Ducceschi | Italia        | 3 h 59' 26" |
| 6       | Carl Schueler       | Stati Uniti   | 3 h 59' 46" |
| 7       | Jordi Llopart       | Spagna        | 4 h 03' 09" |
| 8       | José Pinto          | Portogallo    | 4 h 04' 42" |
| 9       | Manuel Alcalde      | Spagna        | 4 h 05' 47" |
| 10      | Ernesto Canto       | Messico       | 4 h 07' 59" |
| 11      | Michael Harvey      | Australia     | 4 h 09' 18" |
| 12      | Dominique Guebey    | Francia       | 4 h 13' 34" |
| 13      | Lars Ove Moen       | Norvegia      | 4 h 15' 12" |
| 14      | Vince O'Sullivan    | Stati Uniti   | 4 h 22' 51" |
| 15      | Zhang Fuxin         | Cina          | 4 h 23' 39" |
| 16      | Chris Maddocks      | Gran Bretagna | 4 h 26' 33" |
| 17      | José Víctor Alonzo  | Guatemala     | 4 h 36' 35" |
| —       | Andrew Jachno       | Australia     | Rit.        |
| —       | Gérard Lelièvre     | Francia       | Rit.        |
| —       | Guillaume LeBlanc   | Canada        | Rit.        |
| —       | Querubín Moreno     | Colombia      | Rit.        |
| —       | Marcel Jobin        | Canada        | Rit.        |
| —       | Marco Evoniuk       | Stati Uniti   | Rit.        |
| —       | Maurizio Damilano   | Italia        | Rit.        |
| —       | Osvaldo Morejón     | Bolivia       | Rit.        |
| —       | Willi Sawall        | Australia     | Rit.        |
| —       | Bengt Simonsen      | Svezia        | Squal.      |
| —       | Erling Andersen     | Norvegia      | Squal.      |
| —       | François Lapointe   | Canada        | Squal.      |
| —       | Martín Bermúdez     | Messico       | Squal.      |
| —       | Roland Nilsson      | Svezia        | Squal.      |